# 2016-os Formula–1 ausztrál nagydíj
Az ausztrál nagydíj volt a 2016-os Formula–1 világbajnokság első futama, amelyet 2016. március 18. és március 20. között rendeztek meg az ausztráliai Melbourne Grand Prix Circuiten, Melbourne-ben.

## Szabadedzések

### Első szabadedzés
Az ausztrál nagydíj első szabadedzését március 18-án, péntek délelőtt tartották, nagyrészt esős körülmények között.
| helyezés | versenyző         | csapat/motor         | elért idő  | különbség | futott kör |
| -------- | ----------------- | -------------------- | ---------- | --------- | ---------- |
| 1        | Lewis Hamilton    | Mercedes             | 1:29,725   | −         | 14         |
| 2        | Danyiil Kvjat     | Red Bull-TAG Heuer   | 1:30,146   | +0,421    | 14         |
| 3        | Daniel Ricciardo  | Red Bull-TAG Heuer   | 1:30,875   | +1,150    | 13         |
| 4        | Nico Hülkenberg   | Force India-Mercedes | 1:31,325   | +1,600    | 8          |
| 5        | Max Verstappen    | Toro Rosso-Ferrari   | 1:31,720   | +1,995    | 14         |
| 6        | Nico Rosberg      | Mercedes             | 1:31,814   | +2,089    | 11         |
| 7        | Fernando Alonso   | McLaren-Honda        | 1:33,060   | +3,335    | 11         |
| 8        | Jenson Button     | McLaren-Honda        | 1:33,129   | +3,404    | 16         |
| 9        | Sergio Pérez      | Force India-Mercedes | 1:33,370   | +3,645    | 6          |
| 10       | Kevin Magnussen   | Renault              | 1:34,060   | +4,335    | 13         |
| 11       | Valtteri Bottas   | Williams-Mercedes    | 1:34,550   | +4,825    | 6          |
| 12       | Felipe Massa      | Williams-Mercedes    | 1:34,679   | +4,954    | 6          |
| 13       | Felipe Nasr       | Sauber-Ferrari       | 1:34,796   | +5,071    | 7          |
| 14       | Jolyon Palmer     | Renault              | 1:35,477   | +5,752    | 12         |
| 15       | Marcus Ericsson   | Sauber-Ferrari       | 1:37,956   | +8,231    | 6          |
| 16       | Pascal Wehrlein   | Manor-Mercedes       | 1:40,401   | +10,676   | 6          |
| 17       | Kimi Räikkönen    | Ferrari              | 1:40,754   | +11,029   | 10         |
| 18       | Esteban Gutiérrez | Haas-Ferrari         | 1:41,780   | +12,055   | 8          |
| 19       | Rio Haryanto      | Manor-Mercedes       | 1:43,372   | +13,647   | 7          |
| 20       | Romain Grosjean   | Haas-Ferrari         | 1:43,443   | +13,718   | 6          |
| 21       | Sebastian Vettel  | Ferrari              | idő nélkül | –         | 8          |
| 22       | Carlos Sainz Jr.  | Toro Rosso-Ferrari   | idő nélkül | –         | 3          |

### Második szabadedzés
Az ausztrál nagydíj második szabadedzését március 18-án, pénteken délután tartották, nagyrészt esős körülmények között. A szabadedzésen nem hajtott pályára Max Verstappen, Felipe Nasr és Marcus Ericsson sem.
| helyezés | versenyző         | csapat/motor         | elért idő  | különbség | futott kör |
| -------- | ----------------- | -------------------- | ---------- | --------- | ---------- |
| 1        | Lewis Hamilton    | Mercedes             | 1:38,841   | −         | 6          |
| 2        | Nico Hülkenberg   | Force India-Mercedes | 1:39,308   | +0,467    | 8          |
| 3        | Kimi Räikkönen    | Ferrari              | 1:39,486   | +0,645    | 7          |
| 4        | Daniel Ricciardo  | Red Bull-TAG Heuer   | 1:39,535   | +0,694    | 9          |
| 5        | Carlos Sainz Jr.  | Toro Rosso-Ferrari   | 1:39,694   | +0,853    | 16         |
| 6        | Fernando Alonso   | McLaren-Honda        | 1:39,895   | +1,054    | 16         |
| 7        | Jenson Button     | McLaren-Honda        | 1:40,008   | +1,167    | 13         |
| 8        | Sebastian Vettel  | Ferrari              | 1:40,761   | +1,920    | 7          |
| 9        | Sergio Pérez      | Force India-Mercedes | 1:41,256   | +2,415    | 8          |
| 10       | Danyiil Kvjat     | Red Bull-TAG Heuer   | 1:42,411   | +3,570    | 10         |
| 11       | Esteban Gutiérrez | Haas-Ferrari         | 1:42,891   | +4,050    | 10         |
| 12       | Pascal Wehrlein   | Manor-Mercedes       | 1:43,401   | +4,560    | 24         |
| 13       | Romain Grosjean   | Haas-Ferrari         | 1:43,731   | +4,890    | 8          |
| 14       | Rio Haryanto      | Manor-Mercedes       | 1:44,304   | +5,463    | 22         |
| 15       | Nico Rosberg      | Mercedes             | 1:47,356   | +8,515    | 4          |
| 16       | Kevin Magnussen   | Renault              | idő nélkül | –         | 2          |
| 17       | Jolyon Palmer     | Renault              | idő nélkül | –         | 5          |
| 18       | Felipe Massa      | Williams-Mercedes    | idő nélkül | –         | 2          |
| 19       | Valtteri Bottas   | Williams-Mercedes    | idő nélkül | –         | 2          |
| –        | Max Verstappen    | Toro Rosso-Ferrari   | idő nélkül | –         | 0          |
| –        | Felipe Nasr       | Sauber-Ferrari       | idő nélkül | –         | 0          |
| –        | Marcus Ericsson   | Sauber-Ferrari       | idő nélkül | –         | 0          |

### Harmadik szabadedzés
Az ausztrál nagydíj harmadik szabadedzését március 19-én, szombaton délelőtt tartották.
| helyezés | versenyző         | csapat/motor         | elért idő | különbség | futott kör |
| -------- | ----------------- | -------------------- | --------- | --------- | ---------- |
| 1        | Lewis Hamilton    | Mercedes             | 1:25,624  | −         | 24         |
| 2        | Nico Rosberg      | Mercedes             | 1:25,800  | +0,176    | 25         |
| 3        | Sebastian Vettel  | Ferrari              | 1:25,852  | +0,228    | 25         |
| 4        | Carlos Sainz Jr.  | Toro Rosso-Ferrari   | 1:26,257  | +0,633    | 28         |
| 5        | Kimi Räikkönen    | Ferrari              | 1:26,435  | +0,811    | 23         |
| 6        | Max Verstappen    | Toro Rosso-Ferrari   | 1:26,701  | +1,077    | 26         |
| 7        | Valtteri Bottas   | Williams-Mercedes    | 1:26,730  | +1,106    | 28         |
| 8        | Daniel Ricciardo  | Red Bull-TAG Heuer   | 1:26,768  | +1,144    | 22         |
| 9        | Felipe Massa      | Williams-Mercedes    | 1:27,151  | +1,527    | 28         |
| 10       | Sergio Pérez      | Force India-Mercedes | 1:27,242  | +1,618    | 22         |
| 11       | Fernando Alonso   | McLaren-Honda        | 1:27,263  | +1,639    | 20         |
| 12       | Jenson Button     | McLaren-Honda        | 1:27,341  | +1,717    | 20         |
| 13       | Danyiil Kvjat     | Red Bull-TAG Heuer   | 1:27,430  | +1,806    | 22         |
| 14       | Marcus Ericsson   | Sauber-Ferrari       | 1:27,659  | +2,035    | 26         |
| 15       | Kevin Magnussen   | Renault              | 1:27,871  | +2,247    | 24         |
| 16       | Nico Hülkenberg   | Force India-Mercedes | 1:27,988  | +2,364    | 22         |
| 17       | Jolyon Palmer     | Renault              | 1:28,117  | +2,493    | 24         |
| 18       | Esteban Gutiérrez | Haas-Ferrari         | 1:28,284  | +2,660    | 21         |
| 19       | Romain Grosjean   | Haas-Ferrari         | 1:28,292  | +2,668    | 11         |
| 20       | Felipe Nasr       | Sauber-Ferrari       | 1:28,293  | +2,669    | 26         |
| 21       | Pascal Wehrlein   | Manor-Mercedes       | 1:29,046  | +3,422    | 18         |
| 22       | Rio Haryanto      | Manor-Mercedes       | 1:29,272  | +3,648    | 23         |

## Időmérő edzés
Az ausztrál nagydíj időmérő edzését március 19-én, szombaton délután futották. Ekkor lépett életbe az új folyamatos kieséses időmérő-rendszer, mely egyértelmű nemtetszést váltott ki a pilóták, a csapatok, a sajtó és a nézők körében is.
| helyezés              | rajtszám | versenyző         | csapat/motor         | 1. rész  | 2. rész  | 3. rész  | rajthely | futott kör |
| --------------------- | -------- | ----------------- | -------------------- | -------- | -------- | -------- | -------- | ---------- |
| 1                     | 44       | Lewis Hamilton    | Mercedes             | 1:25,351 | 1:24,605 | 1:23,837 | 1        | 14         |
| 2                     | 6        | Nico Rosberg      | Mercedes             | 1:26,934 | 1:24,796 | 1:24,197 | 2        | 13         |
| 3                     | 5        | Sebastian Vettel  | Ferrari              | 1:26,945 | 1:25,257 | 1:24,675 | 3        | 14         |
| 4                     | 7        | Kimi Räikkönen    | Ferrari              | 1:26,579 | 1:25,615 | 1:25,033 | 4        | 13         |
| 5                     | 33       | Max Verstappen    | Toro Rosso-Ferrari   | 1:25,934 | 1:25,615 | 1:25,434 | 5        | 12         |
| 6                     | 19       | Felipe Massa      | Williams-Mercedes    | 1:25,918 | 1:25,644 | 1:25,458 | 6        | 12         |
| 7                     | 55       | Carlos Sainz Jr.  | Toro Rosso-Ferrari   | 1:27,057 | 1:25,384 | 1:25,582 | 7        | 14         |
| 8                     | 3        | Daniel Ricciardo  | Red Bull-TAG Heuer   | 1:26,945 | 1:25,599 | 1:25,589 | 8        | 15         |
| 9                     | 11       | Sergio Pérez      | Force India-Mercedes | 1:26,607 | 1:25,753 |          | 9        | 12         |
| 10                    | 27       | Nico Hülkenberg   | Force India-Mercedes | 1:26,550 | 1:25,865 |          | 10       | 14         |
| 11                    | 77       | Valtteri Bottas   | Williams-Mercedes    | 1:27,135 | 1:25,961 |          | 16[1]    | 9          |
| 12                    | 14       | Fernando Alonso   | McLaren-Honda        | 1:26,537 | 1:26,125 |          | 11       | 9          |
| 13                    | 22       | Jenson Button     | McLaren-Honda        | 1:26,740 | 1:26,304 |          | 12       | 9          |
| 14                    | 30       | Jolyon Palmer     | Renault              | 1:27,241 | 1:27,601 |          | 13       | 12         |
| 15                    | 20       | Kevin Magnussen   | Renault              | 1:27,297 | 1:27,742 |          | 14       | 11         |
| 16                    | 9        | Marcus Ericsson   | Sauber-Ferrari       | 1:27,435 |          |          | 15       | 9          |
| 17                    | 12       | Felipe Nasr       | Sauber-Ferrari       | 1:27,958 |          |          | 17       | 7          |
| 18                    | 26       | Danyiil Kvjat     | Red Bull-TAG Heuer   | 1:28,006 |          |          | 18       | 5          |
| 19                    | 8        | Romain Grosjean   | Haas-Ferrari         | 1:28,322 |          |          | 19       | 6          |
| 20                    | 21       | Esteban Gutiérrez | Haas-Ferrari         | 1:29,606 |          |          | 20       | 6          |
| 21                    | 88       | Rio Haryanto      | Manor-Mercedes       | 1:29,627 |          |          | 22[2]    | 3          |
| 22                    | 94       | Pascal Wehrlein   | Manor-Mercedes       | 1:29,642 |          |          | 21       | 3          |
| 107%-os idő: 1:31,325 |          |                   |                      |          |          |          |          |            |

Megjegyzés:
- ↑ 1:  — Valtteri Bottas váltócsere miatt 5 rajthelyes büntetést kapott.[5]
- ↑ 2:  — Rio Haryanto a harmadik szabadedzésen a boxutcában összeütközött Romain Grosjean autójával, ezért 3 rajthelyes büntetést kapott.[6]

## Futam
Az ausztrál nagydíj futama március 20-án, vasárnap rajtolt. A futamon balesetet szenvedett Fernando Alonso és Esteban Gutiérrez.
| helyezés | rajtszám | versenyző         | csapat/motor         | futott kör | idő/kiesés oka | rajthely | pont |
| -------- | -------- | ----------------- | -------------------- | ---------- | -------------- | -------- | ---- |
| 1        | 6        | Nico Rosberg      | Mercedes             | 57         | 1:48:15,565    | 2        | 25   |
| 2        | 44       | Lewis Hamilton    | Mercedes             | 57         | +8,060         | 1        | 18   |
| 3        | 5        | Sebastian Vettel  | Ferrari              | 57         | +9,643         | 3        | 15   |
| 4        | 3        | Daniel Ricciardo  | Red Bull-TAG Heuer   | 57         | +24,330        | 8        | 12   |
| 5        | 19       | Felipe Massa      | Williams-Mercedes    | 57         | +58,979        | 6        | 10   |
| 6        | 8        | Romain Grosjean   | Haas-Ferrari         | 57         | +1:12,081      | 19       | 8    |
| 7        | 27       | Nico Hülkenberg   | Force India-Mercedes | 57         | +1:14,199      | 10       | 6    |
| 8        | 77       | Valtteri Bottas   | Williams-Mercedes    | 57         | +1:15,153      | 16       | 4    |
| 9        | 55       | Carlos Sainz Jr.  | Toro Rosso-Ferrari   | 57         | +1:15,680      | 7        | 2    |
| 10       | 33       | Max Verstappen    | Toro Rosso-Ferrari   | 57         | +1:16,833      | 5        | 1    |
| 11       | 30       | Jolyon Palmer     | Renault              | 57         | +1:23,399      | 13       |      |
| 12       | 20       | Kevin Magnussen   | Renault              | 57         | +1:25,606      | 14       |      |
| 13       | 11       | Sergio Pérez      | Force India-Mercedes | 57         | +1:31,699      | 9        |      |
| 14       | 22       | Jenson Button     | McLaren-Honda        | 56         | +1 kör         | 12       |      |
| 15       | 12       | Felipe Nasr       | Sauber-Ferrari       | 56         | +1 kör         | 17       |      |
| 16       | 94       | Pascal Wehrlein   | Manor-Mercedes       | 56         | +1 kör         | 21       |      |
| ki       | 9        | Marcus Ericsson   | Sauber-Ferrari       | 38         | kardántengely  | 15       |      |
| ki       | 7        | Kimi Räikkönen    | Ferrari              | 21         | erőforrás      | 4        |      |
| ki       | 88       | Rio Haryanto      | Manor-Mercedes       | 17         | kardántengely  | 22       |      |
| ki       | 21       | Esteban Gutiérrez | Haas-Ferrari         | 16         | baleset        | 20       |      |
| ki       | 14       | Fernando Alonso   | McLaren-Honda        | 16         | baleset        | 11       |      |
| ni[1]    | 26       | Danyiil Kvjat     | Red Bull-TAG Heuer   | 0          | elektronika    | 18       |      |

Megjegyzés:
- ↑ 1:  — Danyiil Kvjat autója a felvezető kör végén a rajtrácson ragadt, emiatt extra felvezető kört kellett megtenniük a versenyzőknek. Kvjat az elektronika meghibásodása miatt végül nem tudott elrajtolni a futamon.[7]

## A világbajnokság állása a verseny után
| H   | Versenyzők       | Pont | H   | Konstruktőrök        | Pont |
| --- | ---------------- | ---- | --- | -------------------- | ---- |
| 1.  | Nico Rosberg     | 25   | 1.  | Mercedes             | 43   |
| 2.  | Lewis Hamilton   | 18   | 2.  | Ferrari              | 15   |
| 3.  | Sebastian Vettel | 15   | 3.  | Williams-Mercedes    | 14   |
| 4.  | Daniel Ricciardo | 12   | 4.  | Red Bull-TAG Heuer   | 12   |
| 5.  | Felipe Massa     | 10   | 5.  | Haas-Ferrari         | 8    |
| 6.  | Romain Grosjean  | 8    | 6.  | Force India-Mercedes | 6    |
| 7.  | Nico Hülkenberg  | 6    | 7.  | Toro Rosso-Ferrari   | 3    |
| 8.  | Valtteri Bottas  | 4    | 8.  | Renault              | 0    |
| 9.  | Carlos Sainz Jr. | 2    | 9.  | McLaren-Honda        | 0    |
| 10. | Max Verstappen   | 1    | 10. | Sauber-Ferrari       | 0    |

(A teljes táblázat)

## Statisztikák
- Vezető helyen:
  - Sebastian Vettel: 32 kör (1-12) és (16-35)
  - Kimi Räikkönen: 3 kör (13-15)
  - Nico Rosberg: 22 kör (36-57)
- A Mercedes 46. győzelme.
- Lewis Hamilton 50. pole-pozíciója.
- Nico Rosberg 15. győzelme.
- Daniel Ricciardo 5. leggyorsabb köre.
- Nico Rosberg 42., Lewis Hamilton 88., Sebastian Vettel 80. dobogós helyezése.
- A Haas 1. nagydíja.
- Jolyon Palmer, Pascal Wehrlein és Rio Haryanto első Formula–1-es nagydíja.